# Битка код Њуберија (1643)
Прва битка код Њуберија водила се 20. септембра 1643. између ројалиста и снага Парламента у енглеском грађанском рату. Завршена је тактички нерешено, али је стратегијски ипак испала у корист Парламента.

## Битка
Да би препречили пут армији Парламента (око 15.000 људи) под командом Роберта Есекса, која се враћала у своју базу Рединг (Реадинг), ројалисти су дигли опсаду Глостера и распоредили се код Њуберија у Беркширу. Огорчена битка трајала је читав дан, али није донела превагу ниједној страни. Снаге Парламента и поред високог морала, нису могле да пробију распоред надмоћнијег непријатеља, па су често морале и да се бране. Успешна дејства ројалистичке коњице остала су без пуног резултата због неактивности пешадије: пешадија ројалиста, регрутована међу сеоским слугама и сиротињом, била је слабије мотивисана и наоружана од пешадије Парламента-копљаници су били без оклопа, а мускетари нису имали мачева. Исход је, ипак, посредно решен у корист снага Парламента, јер су се ројалисти сутрадан, исцрпени и пошто су утрошили муницију, повукли у своју базу у Оксфорду.